# 费勒坦
费勒坦（法語：Felletin，法語發音：[fɛltɛ̃]）是法国克勒兹省的一个市镇，位于该省南部，属于欧比松区。

## 地理
费勒坦（45°53'1"N, 2°10'23"E）面积13.74 平方千米，位于法国新阿基坦大区克勒兹省，该省份为法国中部省份，位于法國中央高原西北部，北起安德尔省和谢尔省，西接维埃纳省，南至科雷兹省，东临多姆山省，东北与阿列省接壤。
与费勒坦接壤的市镇（或旧市镇、城区）包括：穆捷罗泽耶、圣弗里翁、圣康坦拉沙巴讷。

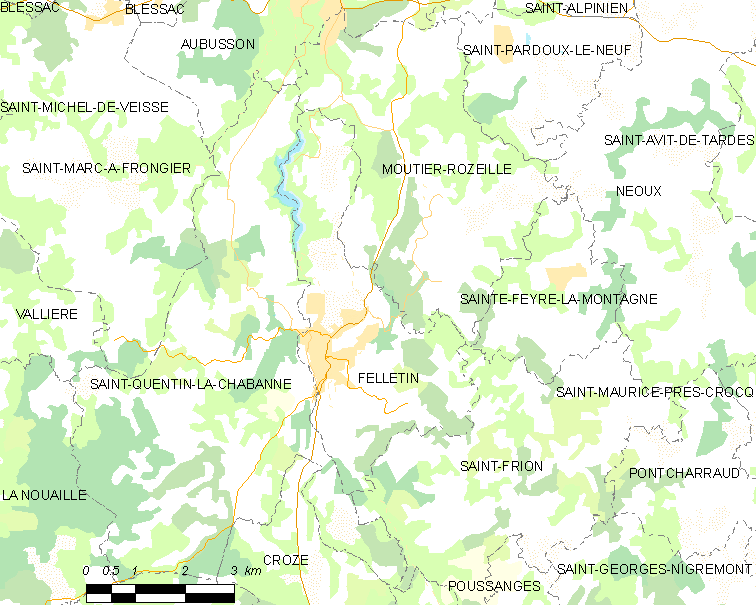
费勒坦的OSM定位图

费勒坦的时区为UTC+01:00、UTC+02:00（夏令时）。

## 行政
费勒坦的邮政编码为23500，INSEE市镇编码为23079。

## 政治
费勒坦所属的省级选区为费勒坦县。

## 人口

1962-2008年间费勒坦人口变化图示

费勒坦于2022年1月1日时的人口数量为1552人。